# TT Assen 1956
De TT van Assen 1956 was de tweede Grand Prix van het wereldkampioenschap wegrace-seizoen 1956. De races werden verreden op zaterdag 30 juni 1956 op het Circuit van Drenthe vlak bij Assen. In deze Grand Prix bracht men alle klassen aan de start: 500 cc, 350 cc, 250 cc, 125 cc en de zijspanklasse.

## Algemeen
Ook de TT van Assen moest het doen zonder een aantal coureurs die hun schorsing van zes maanden moesten uitzitten. Daaronder een groot deel van het team van Gilera. Hoewel sommigen, zoals Giuseppe Colnago en Libero Liberati, slechts vier maanden geschorst waren en intussen weer mochten starten, was Gilera niet van plan de organisatie van de TT van Assen (in hun ogen de veroorzaker van de schorsingen) te plezieren en de TT werd zonder Gilera's verreden. Het was koren op de molen van MV Agusta, dat met de komst van John Surtees ook meer kennis van het Norton-Featherbed frame had binnengehaald en nu eigenlijk geen tegenstand meer ondervond. 

## 500cc-klasse
Ondanks het verschijnen van de Moto Guzzi V8 met Ken Kavanagh en Bill Lomas was de tegenstand voor John Surtees en de MV Agusta 500 4C mager te noemen: alleen Walter Zeller bleef met zijn BMW RS 54 in dezelfde ronde, maar met een halve minuut achterstand. De Guzzi's vielen allebei uit en zo kon de Zuid-Afrikaan Eddie Grant op het podium belanden. 
| Pos | Coureur         | Merk      | Tijd       | Punten |
| --- | --------------- | --------- | ---------- | ------ |
| 1   | John Surtees    | MV Agusta | 1:34"03'1  | 8      |
| 2   | Walter Zeller   | BMW       | + 27'5     | 6      |
| 3   | Eddie Grant     | Norton    | + 1 ronde  | 4      |
| 4   | Keith Bryen     | Norton    | + 1 ronde  | 3      |
| 5   | Paul Fahey      | Matchless | + 1 ronde  | 2      |
| 6   | Ernst Hiller    | BMW       | + 1 ronde  | 1      |
| 7   | Gerald Robarts  | Norton    | + 1 ronde  |        |
| 8   | Piet Bakker     | Norton    | + 1 ronde  |        |
| 9   | Priem Rozenberg | BMW       | + 1 ronde  |        |
| 10  | Fred Cook       | Matchless | + 2 ronden |        |
| 11  | Cas Swart       | Norton    | + 3 ronden |        |

| Coureur         | Merk       | Oorzaak |
| --------------- | ---------- | ------- |
| Ken Kavanagh    | Moto Guzzi |         |
| Bill Lomas      | Moto Guzzi |         |
| Umberto Masetti | MV Agusta  |         |

| Coureur         | Merk       | Oorzaak   |
| --------------- | ---------- | --------- |
| Gerold Klinger  | BMW        |           |
| Bob Brown       | Matchless  | Geschorst |
| Keith Campbell  | Norton     |           |
| Auguste Goffin  | Norton     |           |
| Pierre Monneret | Gilera     |           |
| Bob McIntyre    | Norton     |           |
| Derek Ennett    | Matchless  |           |
| Dickie Dale     | Moto Guzzi |           |
| Geoff Duke      | Gilera     | Geschorst |
| Geoff Tanner    | Norton     |           |
| Jack Brett      | Norton     |           |
| John Hartle     | Norton     |           |
| Wilfred Herron  | Norton     |           |
| Reg Armstrong   | Gilera     |           |
| Alfredo Milani  | Gilera     |           |
| Carlo Bandirola | MV Agusta  |           |
| Libero Liberati | Gilera     |           |
| Peter Murphy    | Matchless  |           |

### Top tien tussenstand 500cc-klasse
| Pos | Coureur       | Merk       | Ptn |
| --- | ------------- | ---------- | --- |
| 1   | John Surtees  | MV Agusta  | 16  |
| 2   | Walter Zeller | BMW        | 9   |
| 3   | John Hartle   | Norton     | 6   |
| 4   | Eddie Grant   | Norton     | 4   |
| 4   | Jack Brett    | Norton     | 4   |
| 6   | Keith Bryen   | Norton     | 3   |
| 7   | Paul Fahey    | Matchless  | 2   |
| 7   | Bill Lomas    | Moto Guzzi | 2   |
| 9   | Derek Ennett  | Matchless  | 1   |
| 9   | Ernst Hiller  | BMW        | 1   |

## 350cc-klasse
In Assen haalde John Surtees de eerste punten voor de nieuwe MV Agusta 350 viercilinder, maar hij moest zich tevreden stellen met de tweede plaats achter de Moto Guzzi Monocilindrica 350 van Bill Lomas. DKW trad sterker aan dan in de TT van Man, maar haalde met de tweetakt-RM 350 de derde en de vierde plaats.
| Pos | Coureur        | Merk       | Tijd | Punten |
| --- | -------------- | ---------- | ---- | ------ |
| 1   | Bill Lomas     | Moto Guzzi |      | 8      |
| 2   | John Surtees   | MV Agusta  |      | 6      |
| 3   | August Hobl    | DKW        |      | 4      |
| 4   | Cecil Sandford | DKW        |      | 3      |
| 5   | Ken Kavanagh   | Moto Guzzi |      | 2      |
| 6   | Dickie Dale    | Moto Guzzi |      | 1      |

| Coureur         | Merk   | Oorzaak      |
| --------------- | ------ | ------------ |
| Bob Brown       | AJS    | Geschorst    |
| Bob Matthews    | Norton | Geschorst    |
| Libero Liberati | Gilera | Geen machine |

| Coureur         | Merk      |
| --------------- | --------- |
| Hans Bartl      | DKW       |
| Karl Hofmann    | DKW       |
| Alan Trow       | Norton    |
| Derek Ennett    | AJS       |
| Jack Brett      | Norton    |
| John Hartle     | Norton    |
| Roberto Colombo | MV Agusta |
| Umberto Masetti | MV Agusta |
| Peter Murphy    | AJS       |
| Eddie Grant     | Norton    |

### Top tien tussenstand 350cc-klasse
| Pos | Coureur        | Merk       | Ptn |
| --- | -------------- | ---------- | --- |
| 1   | Ken Kavanagh   | Moto Guzzi | 10  |
| 2   | Bill Lomas     | Moto Guzzi | 8   |
| 3   | John Surtees   | MV Agusta  | 6   |
| 3   | Cecil Sandford | DKW        | 6   |
| 3   | Derek Ennett   | AJS        | 6   |
| 6   | August Hobl    | DKW        | 4   |
| 6   | John Hartle    | Norton     | 4   |
| 8   | Eddie Grant    | Norton     | 2   |
| 9   | Dickie Dale    | Moto Guzzi | 1   |
| 9   | Alan Trow      | Norton     | 1   |

## 250cc-klasse
De 250cc-klasse leed aan bloedarmoede nadat NSU als fabrieksteam was gestopt en Moto Guzzi de 250 Bialbero niet meer doorontwikkelde. Ook hier profiteerde MV Agusta ten volle met haar nieuwe 250 Monocilindrica Bialbero. Carlo Ubbiali, Luigi Taveri en Roberto Colombo scoorden er punten mee. 
| Pos | Coureur           | Merk       | Tijd | Punten |
| --- | ----------------- | ---------- | ---- | ------ |
| 1   | Carlo Ubbiali     | MV Agusta  |      | 8      |
| 2   | Luigi Taveri      | MV Agusta  |      | 6      |
| 3   | Enrico Lorenzetti | Moto Guzzi |      | 4      |
| 4   | Roberto Colombo   | MV Agusta  |      | 3      |
| 5   | Horst Kassner     | NSU        |      | 2      |
| 6   | Jiří Koštír       | ČZ         |      | 1      |

| Coureur   | Merk | Oorzaak   |
| --------- | ---- | --------- |
| Bob Brown | NSU  | Geschorst |

| Coureur           | Merk       |
| ----------------- | ---------- |
| Maurice Büla      | NSU        |
| František Bartoš  | ČZ         |
| Hans Baltisberger | NSU        |
| Roland Heck       | NSU        |
| Jean-Pierre Bayle | NSU        |
| Arthur Wheeler    | Moto Guzzi |
| Bill Maddrick     | Moto Guzzi |
| Sammy Miller      | NSU        |
| Alano Montanari   | Moto Guzzi |
| Remo Venturi      | MV Agusta  |
| Kees Koster       | NSU        |
| Lo Simons         | NSU        |
| Bob Coleman       | NSU        |

### Top negen tussenstand 250cc-klasse
(Slechts negen coureurs hadden al punten gescoord)
| Pos | Coureur           | Merk       | Ptn |
| --- | ----------------- | ---------- | --- |
| 1   | Carlo Ubbiali     | MV Agusta  | 16  |
| 2   | Roberto Colombo   | MV Agusta  | 9   |
| 3   | Luigi Taveri      | MV Agusta  | 6   |
| 4   | Horst Kassner     | NSU        | 5   |
| 5   | Enrico Lorenzetti | Moto Guzzi | 4   |
| 5   | Hans Baltisberger | NSU        | 4   |
| 7   | František Bartoš  | ČZ         | 2   |
| 8   | Arthur Wheeler    | Moto Guzzi | 1   |
| 8   | Jiří Koštír       | ČZ         | 1   |

## 125cc-klasse
In de TT van Man hadden de nieuwe Montesa's nog veel punten gescoord, maar in Assen was daar geen sprake van. De eerste twee plaatsen waren voor Carlo Ubbiali en Luigi Taveri met hun MV Agusta 125 Bialbero's en de derde voor August Hobl met de DKW.
| Pos | Coureur          | Merk      | Tijd | Punten |
| --- | ---------------- | --------- | ---- | ------ |
| 1   | Carlo Ubbiali    | MV Agusta |      | 8      |
| 2   | Luigi Taveri     | MV Agusta |      | 6      |
| 3   | August Hobl      | DKW       |      | 4      |
| 4   | Cecil Sandford   | Mondial   |      | 3      |
| 5   | Karl Hofmann     | DKW       |      | 2      |
| 6   | František Bartoš | ČZ        |      | 1      |

| Coureur            | Merk      |
| ------------------ | --------- |
| Václav Parus       | ČZ        |
| Enrico Sirera      | Montesa   |
| Francisco González | Montesa   |
| Marcello Cama      | Montesa   |
| Pierre Monneret    | Gilera    |
| Bill Maddrick      | MV Agusta |
| Bill Webster       | MV Agusta |
| Dave Chadwick      | LEF       |
| Frank Cope         | MV Agusta |
| John Grace         | Montesa   |
| Fortunato Libanori | MV Agusta |
| Renato Sartori     | Mondial   |
| Romolo Ferri       | Gilera    |
| Sandro Artusi      | Ducati    |
| Tarquinio Provini  | Mondial   |

### Top tien tussenstand 125cc-klasse
| Pos | Coureur            | Merk      | Ptn |
| --- | ------------------ | --------- | --- |
| 1   | Carlo Ubbiali      | MV Agusta | 16  |
| 2   | Luigi Taveri       | MV Agusta | 6   |
| 2   | Marcello Cama      | Montesa   | 6   |
| 4   | August Hobl        | DKW       | 4   |
| 4   | Francisco González | Montesa   | 4   |
| 6   | Cecil Sandford     | Mondial   | 3   |
| 6   | Enrico Sirera      | Montesa   | 3   |
| 8   | Karl Hofmann       | DKW       | 2   |
| 8   | Dave Chadwick      | LEF       | 2   |
| 10  | František Bartoš   | ČZ        | 1   |
| 10  | Václav Parus       | ČZ        | 1   |

## Zijspanklasse
Fritz Hillebrand/Manfred Grunwald wonnen hun tweede race op rij, gevolgd door teamgenoten Wilhelm Noll/Fritz Cron. Cyril Smith/Stanley Dibben scoorden de derde plaats, nadat ze in de TT van Man waren uitgevallen. 
| Pos | Coureur           | Bakkenist          | Merk   | Tijd | Punten |
| --- | ----------------- | ------------------ | ------ | ---- | ------ |
| 1   | Fritz Hillebrand  | Manfred Grunwald   | BMW    |      | 8      |
| 2   | Wilhelm Noll      | Fritz Cron         | BMW    |      | 6      |
| 3   | Cyril Smith       | Stanley Dibben     | Norton |      | 4      |
| 4   | Bob Mitchell      | Eric Bliss         | Norton |      | 3      |
| 5   | Florian Camathias | Maurice Büla       | BMW    |      | 2      |
| 6   | Jacques Drion     | Inge Stoll-Laforge | BMW    |      | 1      |

| Coureur          | Bakkenist      | Merk   |
| ---------------- | -------------- | ------ |
| Jack Wijns       | Mick Woollett  | BMW    |
| Helmut Fath      | Emil Ohr       | BMW    |
| Loni Neußner     | Dieter Hess    | BMW    |
| Walter Schneider | Hans Strauß    | BMW    |
| Bill Beevers     | Jeff Mundy     | Norton |
| Bill Boddice     | William Storr  | Norton |
| Ernie Walker     | Dun Roberts    | Norton |
| Frank Taylor     | Ron Taylor     | Norton |
| Jackie Beeton    | Les Nutt       | Norton |
| Pip Harris       | Ray Campbell   | Norton |
| Albino Milani    | Rossano Milani | Gilera |

### Top tien tussenstand zijspanklasse
| Pos | Coureur           | Bakkenist          | Merk   | Ptn |
| --- | ----------------- | ------------------ | ------ | --- |
| 1   | Fritz Hillebrand  | Manfred Grunwald   | BMW    | 16  |
| 2   | Wilhelm Noll      | Fritz Cron         | BMW    | 6   |
| 2   | Pip Harris        | Ray Campbell       | Norton | 6   |
| 2   | Bob Mitchell      | Eric Bliss         | Norton | 6   |
| 5   | Cyril Smith       | Stanley Dibben     | Norton | 5   |
| 5   | Bill Boddice      | William Storr      | Norton | 5   |
| 7   | Florian Camathias | Maurice Büla       | BMW    | 2   |
| 7   | Jackie Beeton     | Les Nutt           | Norton | 2   |
| 9   | Jacques Drion     | Inge Stoll-Laforge | BMW    | 1   |
| 9   | Ernie Walker      | Dun Roberts        | Norton | 1   |

1925 · 1926 · 1927 · 1928 · 1929 · 1930 · 1931 · 1932 · 1933 · 1934 · 1935 · 1936 · 1937 · 1938 · 1939 · 1940–1945 · 1946 · 1947 · 1948 · 1949 · 1950 · 1951 · 1952 · 1953 · 1954 · 1955 · 1956 · 1957 · 1958 · 1959 · 1960 · 1961 · 1962 · 1963 · 1964 · 1965 · 1966 · 1967 · 1968 · 1969 · 1970 · 1971 · 1972 · 1973 · 1974 · 1975 · 1976 · 1977 · 1978 · 1979 · 1980 · 1981 · 1982 · 1983 · 1984 · 1985 · 1986 · 1987 · 1988 · 1989 · 1990 · 1991 · 1992 · 1993 · 1994 · 1995 · 1996 · 1997 · 1998 · 1999 · 2000 · 2001 · 2002 · 2003 · 2004 · 2005 · 2006 · 2007 · 2008 · 2009 · 2010 · 2011 · 2012 · 2013 · 2014 · 2015 · 2016 · 2017 · 2018 · 2019 · 2021 · 2022 · 2023 · 2024 · 2025